# Nietzsche contra Wagner
Nietzsche contra Wagner é um ensaio crítico de Friedrich Nietzsche, escrito em seu último ano de lucidez (1888–1889). Ela não foi publicada até 1895, seis anos após o colapso mental de Nietzsche. Nele, o autor descreve porque se separou de vez de seu ídolo e amigo, Richard Wagner. Nietzsche ataca as visões de Wagner neste seu ensaio, expressando desapontamento e frustração nas escolhas pessoais de Wagner (como a sua conversão ao cristianismo, vistos como um sinal de fraqueza). Nietzsche avalia a filosofia de Wagner na tonalidade, na música e na arte; Ele admira o poder de Wagner de emocionar e se expressar, mas em grande parte desdenha o que Nietzsche chama de preconceitos religiosos.
O trabalho é importante por várias razões. Ele ilustra a evolução de Nietzsche a partir de um jovem filósofo. Ele também desmente aqueles que rotulam Nietzsche como antissemita, como muitas vezes lhe é atribuído; em vez disso Nietzsche faz oposição clara dessas ideias como no fragmento: "Wagner condescendeu passo a passo para tudo o que eu desprezo — até para o antissemitismo".